# Videomaker
Videomaker, in italiano anche videografo o videasta, è un neologismo entrato nell’uso comune della lingua italiana, a seguito della larga diffusione delle apparecchiature digitali di ripresa e montaggio. Il ruolo lavorativo del videomaker consiste nel rappresentare più figure professionali in una, occupandosi, ad esempio, della ripresa, della regia, delle luci e dell'audio. 
L'analogo vocabolo inglese videographer è tradotto come videografo, mentre la parola filmmaker è anche riferita più in generale al regista cinematografico o cineasta.